# 賢治のほほえみ
『賢治のほほえみ』（けんじのほほえみ）は、宮沢賢治の生誕百年を記念して制作され、NHKの「ドラマ新銀河」で1996年7月8日から7月11日まで放送されたテレビドラマ。1話完結の全4回。宮沢賢治の4つの名作童話の中の印象的な「ことば」をモチーフに、現在の街の風景に賢治の「こころ」を蘇らせる。

## あらすじ
第1回「風光る」
　

第2回「天の川」
　

第3回「森を探しに」
　

最終回「かっこう」
　　

## キャスト
※太字は主演
第1回
- 木下春子 - 馬渕英里何
- 高田 - 犬塚弘

第2回
- 英夫 - 岡田義徳
- 恵子 - 山口紗弥加
- 木内みどり

第3回
- 明子 - つみきみほ
- 真理 - 山本はるか
- 谷本 - 西島秀俊

第4回
- 高橋 - 高橋和也 - 劇中歌『風だけが知っている』も担当
- 野村知沙
- もたいまさこ

## スタッフ
- 脚本 - 江口美喜男（第1・4回）、鈴江俊郎（第2・3回）
- 制作 - 小林信一
- 演出 - 笠浦友愛　ほか

## 放送日程
| 放送回 | 放送日  | サブタイトル | 作         | 演出     | 原作（すべて宮沢賢治の作品）   | 出典  |
| ------ | ------- | ------------ | ---------- | -------- | ------------------------------ | ----- |
| 第1回  | 7月08日 | 風光る       | 江口美喜男 | 中村高志 | 宮沢賢治『風の又三郎』         | [ 1 ] |
| 第2回  | 7月09日 | 天の川       | 鈴江俊郎   | 中村高志 | 宮沢賢治『銀河鉄道の夜』       | [ 1 ] |
| 第3回  | 7月10日 | 森を探しに   | 鈴江俊郎   | 大橋守   | 宮沢賢治『よだかの星』         | [ 1 ] |
| 最終回 | 7月11日 | かっこう     | 江口美喜男 | 大橋守   | 宮沢賢治『セロ弾きのゴーシュ』 | [ 1 ] |

- 総集編 1996年12月31日 10時20分 - 11時34分